# Jørgen Henriksen

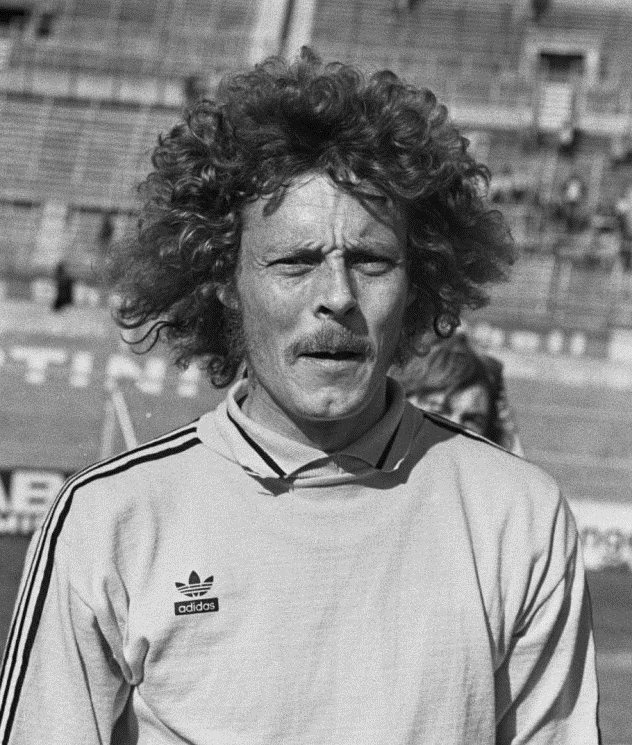
Jørgen Henriksen in 1974

Jørgen Max Henriksen (Frederiksberg, 16 juli 1942) is een Deens voormalig voetballer die als doelman speelde. Hij kwam onder meer uit voor Hvidovre IF en FC Utrecht.
In de jeugd speelde hij voor Boldklubben Dalgas. In 1965 stapte Henriksen over naar Hvidovre IF waar hij zijn debuut maakte. In 1966 werd hij landskampioen met de club. In 1968 koos Henriksen voor een Amerikaans avontuur. Namens de Washington Whips en de Boston Beacons kwam hij uit in de NASL. Na één seizoen in de Verenigde Staten kwam Henriksen terecht in Zweden waar hij ging spelen voor IFK Hässleholm.
In het seizoen 1970/1971 maakte Henriksen zijn opwachting bij FC Utrecht. Hij groeide uit tot de vaste doelman van de nieuwe fusieclub uit de Domstad. Hij stond zes seizoenen onder de lat in de Galgenwaard. Aan het eind van het seizoen 1975/1976 keerde Henriksen terug bij zijn oude club Hvidovre IF, waar hij zijn carrière in 1978 beëindigde na de promotie naar het hoogste niveau.
Henriksen speelde tussen 1967 en 1972 vijf interlands voor Denemarken. Na zijn actieve loopbaan was hij ruim 20 jaar keepers -en assistent-trainer bij de Deense topclub Brøndby IF. Daarnaast dreef hij een kledingzaak.